# 国务院第三办公室
国务院第三办公室是1954年至1959年中华人民共和国国务院设立的办事机构。

## 历史
1954年11月10日，国务院发出命令设立国务院第三办公室，协助总理掌管重工业部、第一机械工业部、第二机械工业部、燃料工业部、地质部、建筑工程部的工作。
- 主任薄一波
- 副主任
  - 孙志远
  - 刘杰(1955.5.31-1957.3.26)
  - 谷牧(1955.9.16-1959. 6)

1959年6月，国务院第九十次全体会议决定撤销国务院第三办公室，工作移交国务院工业交通办公室。